# 400 mètres féminin aux championnats du monde d'athlétisme 2023
Pour des articles plus généraux, voir Championnats du monde d'athlétisme 2023 et 400 mètres aux championnats du monde d'athlétisme.
Navigation
Eugene 2022 Tokyo 2025
L'épreuve du 400 mètres féminin des championnats du monde de 2023 se déroule du 20 au 23 août 2023 au sein du Centre national d'athlétisme à Budapest, en Hongrie.

## Records et performances

### Records
Les records du 400 m femmes (mondial, des championnats et par continent) étaient avant les championnats 2022 les suivants :
| Record                    | Athlète               | Pays               | Temps   | Lieu      | Date            |
| ------------------------- | --------------------- | ------------------ | ------- | --------- | --------------- |
| Record du monde           | Marita Koch           | Allemagne de l'Est | 47 s 60 | Canberra  | 6 octobre 1985  |
| Record des championnats   | Jarmila Kratochvílová | Tchécoslovaquie    | 47 s 99 | Helsinki  | 10 août 1983    |
| Record d'Afrique          | Falilat Ogunkoya      | Nigeria            | 49 s 10 | Atlanta   | 29 juillet 1996 |
| Record d'Asie             | Salwa Eid Naser       | Bahreïn            | 48 s 14 | Doha      | 3 octobre 2019  |
| Record d'Amérique du Nord | Shaunae Miller-Uibo   | Bahamas            | 48 s 36 | Tokyo     | 6 août 2021     |
| Record d'Amérique du Sud  | Ximena Restrepo       | Colombie           | 49 s 64 | Barcelone | 5 août 1992     |
| Record d'Europe           | Marita Koch           | Allemagne de l'Est | 47 s 60 | Canberra  | 6 octobre 1985  |
| Record d'Océanie          | Cathy Freeman         | Australie          | 48 s 63 | Atlanta   | 29 juillet 1996 |

### Meilleures performances de l'année 2023
Les dix  athlètes les plus rapides de l'année sont, avant les championnats, les suivantes.
| 1  | Sydney McLaughlin-Levrone | États-Unis             | 48 s 74 | Eugene      | 8 juillet 2023  |
| 2  | Marileidy Paulino         | République dominicaine | 48 s 98 | Los Angeles | 27 mai 2023     |
| 3  | Britton Wilson            | États-Unis             | 49 s 13 | Baton Rouge | 13 mai 2023     |
| 4  | Rhasidat Adeleke          | Irlande                | 49 s 20 | Austin      | 10 juin 2023    |
| 5  | Natalia Kaczmarek         | Pologne                | 49 s 48 | Chorzów     | 16 juillet 2023 |
| 6  | Gabrielle Thomas          | États-Unis             | 49 s 68 | Austin      | 29 avril 2023   |
| 7  | Shamier Little            | États-Unis             | 49 s 68 | Monaco      | 21 juillet 2023 |
| 8  | Salwa Eid Naser           | Bahreïn                | 49 s 78 | Huelva      | 6 juin 2023     |
| 9  | Lieke Klaver              | Pays-Bas               | 49 s 81 | Chorzów     | 16 juillet 2023 |
| 10 | Femke Bol                 | Pays-Bas               | 49 s 82 | Chorzów     | 23 juin 2023    |

## Qualification
La période de qualification est comprise entre le 31 juillet 2022 et le 30 juillet 2023. Le minima de qualification est fixé à 51 s 00.

## Résultats

### Séries
Les 3 premières de chaque série (Q) et les 6 meilleurs temps (q) se qualifient pour les demi-finales
| Rang | Série | Athlète                   | Pays                   | Temps   | Notes |
| ---- | ----- | ------------------------- | ---------------------- | ------- | ----- |
| 1    | 6     | Marileidy Paulino         | République dominicaine | 49 s 90 | Q     |
| 2    | 1     | Natalia Kaczmarek         | Pologne                | 50 s 02 | Q     |
| 3    | 1     | Cynthia Bolingo           | Belgique               | 50 s 29 | Q, SB |
| 4    | 1     | Candice McLeod            | Jamaïque               | 50 s 37 | Q     |
| 5    | 4     | Nickisha Pryce            | Jamaïque               | 50 s 38 | Q     |
| 6    | 2     | Lieke Klaver              | Pays-Bas               | 50 s 52 | Q     |
| 7    | 6     | Victoria Ohuruogu         | Royaume-Uni            | 50 s 60 | Q     |
| 8    | 3     | Sada Williams             | Barbade                | 50 s 78 | Q     |
| 9    | 5     | Rhasidat Adeleke          | Irlande                | 50 s 80 | Q     |
| 10   | 2     | Ama Pipi                  | Royaume-Uni            | 50 s 81 | Q     |
| 11   | 2     | Lynna Irby                | États-Unis             | 50 s 81 | Q     |
| 12   | 4     | Roxana Gómez              | Cuba                   | 50 s 86 | Q     |
| 13   | 6     | Talitha Diggs             | États-Unis             | 50 s 87 | Q     |
| 14   | 6     | Lada Vondrova             | Tchéquie               | 50 s 92 | Q, PB |
| 15   | 2     | Susanne Gogl-Walli        | Autriche               | 51 s 00 | q     |
| 16   | 6     | Modesta Justė Morauskaitė | Lituanie               | 51 s 06 | q, PB |
| 17   | 4     | Gabby Scott               | Porto Rico             | 51 s 07 | Q, SB |
| 18   | 1     | Sharlene Mawdsley         | Irlande                | 51 s 17 | q, PB |
| 19   | 5     | Andrea Miklós             | Roumanie               | 51 s 24 | Q     |
| 20   | 6     | Charokee Young            | Jamaïque               | 51 s 24 | q     |
| 21   | 2     | Evelis Aguilar            | Colombie               | 51 s 27 | q, PB |
| 22   | 5     | Tereza Petržilková        | Tchéquie               | 51 s 30 | Q     |
| 23   | 5     | Henriette Jæger           | Norvège                | 51 s 33 |       |
| 24   | 4     | Martina Weil              | Chili                  | 51 s 35 |       |
| 25   | 1     | Gunta Vaičule             | Lettonie               | 51 s 36 | SB    |
| 26   | 5     | Aliyah Abrams             | Guyana                 | 51 s 44 |       |
| 27   | 5     | Helena Ponette            | Belgique               | 51 s 52 | PB    |
| 28   | 1     | Alice Mangione            | Italie                 | 51 s 57 |       |
| 29   | 3     | Paola Moran               | Mexique                | 51 s 59 | Q     |
| 30   | 4     | Grace Konrad              | Canada                 | 51 s 60 | PB    |
| 31   | 3     | Zenéy van der Walt        | Afrique du Sud         | 51 s 76 | Q     |
| 32   | 3     | Cátia Azevedo             | Portugal               | 51 s 93 |       |
| 33   | 3     | Amandine Brossier         | France                 | 51 s 98 | SB    |
| 34   | 3     | Imaobong Nse Uko          | Nigeria                | 52 s 24 |       |
| 35   | 2     | Kyra Constantine          | Canada                 | 52 s 28 |       |
| 36   | 1     | Miranda Charlene Coetzee  | Afrique du Sud         | 52 s 30 |       |
| 37   | 3     | Shaunae Miller-Uibo       | Bahamas                | 52 s 65 | SB    |
| 38   | 4     | Giulia Senn               | Suisse                 | 52 s 66 |       |
| 39   | 1     | Kateryna Karpuik          | Ukraine                | 52 s 66 |       |
| 40   | 4     | Fanni Rapai               | Hongrie                | 52 s 73 | PB    |
| 41   | 5     | Mette Baas                | Finlande               | 52 s 74 |       |
| 42   | 2     | Nicole Caicedo            | Équateur               | 52 s 82 |       |
| 43   | 3     | Rosie Elliott             | Nouvelle-Zélande       | 52 s 88 |       |
| 44   | 6     | Tiffani Marinho           | Brésil                 | 53 s 12 |       |
| 45   | 6     | Marlie Viljoen            | Afrique du Sud         | 53 s 73 |       |
| 46   | 4     | Britton Wilson            | États-Unis             | 53 s 87 |       |
| 47   | 5     | Tabata Vitorino           | Brésil                 | 54 s 15 |       |
| 48   | 2     | Janet Richard             | Malte                  | 54 s 50 |       |

### Demi-finales
Les 2 premières de chaque série (Q) et les 2 meilleurs temps (q) se qualifient pour la finale.
| Rang | Série | Athlète                   | Pays                   | Temps   | Notes |
| ---- | ----- | ------------------------- | ---------------------- | ------- | ----- |
| 1    | 3     | Natalia Kaczmarek         | Pologne                | 49 s 50 | Q     |
| 2    | 1     | Marileidy Paulino         | République dominicaine | 49 s 54 | Q     |
| 3    | 3     | Sada Williams             | Barbade                | 49 s 58 | Q, NR |
| 4    | 1     | Rhasidat Adeleke          | Irlande                | 49 s 87 | Q     |
| 5    | 2     | Lieke Klaver              | Pays-Bas               | 49 s 87 | Q     |
| 6    | 1     | Cynthia Bolingo           | Belgique               | 49 s 96 | q, NR |
| 7    | 1     | Candice McLeod            | Jamaïque               | 50 s 62 | q     |
| 8    | 3     | Lynna Irby                | États-Unis             | 50 s 71 |       |
| 9    | 3     | Victoria Ohuruogu         | Royaume-Uni            | 50 s 74 |       |
| 10   | 3     | Andrea Miklós             | Roumanie               | 50 s 77 |       |
| 11   | 2     | Talitha Diggs             | États-Unis             | 50 s 86 | Q     |
| 12   | 1     | Evelis Aguilar            | Colombie               | 51 s 07 | PB    |
| 13   | 2     | Roxana Gómez              | Cuba                   | 51 s 07 |       |
| 14   | 2     | Ama Pipi                  | Royaume-Uni            | 51 s 17 |       |
| 15   | 2     | Nickisha Pryce            | Jamaïque               | 51 s 24 |       |
| 16   | 3     | Charokee Young            | Jamaïque               | 51 s 40 |       |
| 17   | 1     | Paola Morán               | Mexique                | 51 s 46 |       |
| 18   | 3     | Susanne Walli             | Autriche               | 51 s 50 |       |
| 19   | 1     | Lada Vondrová             | Tchéquie               | 51 s 50 |       |
| 20   | 2     | Gabby Scott               | Porto Rico             | 51 s 52 |       |
| 21   | 1     | Zenéy van der Walt        | Afrique du Sud         | 51 s 54 |       |
| 22   | 2     | Sharlene Mawdsley         | Irlande                | 51 s 78 |       |
| 23   | 3     | Tereza Petržilková        | Tchéquie               | 51 s 94 |       |
| 24   | 2     | Modesta Justė Morauskaitė | Lituanie               | 52 s 15 |       |

### Finale
| Rang               | Athlète           | Pays                   | Temps   | Notes |
| ------------------ | ----------------- | ---------------------- | ------- | ----- |
| Médaille d'or      | Marileidy Paulino | République dominicaine | 48 s 76 | NR    |
| Médaille d'argent  | Natalia Kaczmarek | Pologne                | 49 s 57 |       |
| Médaille de bronze | Sada Williams     | Barbade                | 49 s 60 |       |
| 4                  | Rhasidat Adeleke  | Irlande                | 50 s 13 |       |
| 5                  | Cynthia Bolingo   | Belgique               | 50 s 33 |       |
| 6                  | Lieke Klaver      | Pays-Bas               | 50 s 33 |       |
| 7                  | Candice McLeod    | Jamaïque               | 51 s 08 |       |
| 8                  | Talitha Diggs     | États-Unis             | 51 s 25 |       |

## Légende
Records et Performances
- AR : Record continental (area record)
- CR : Record des championnats (championship record)
- MR : Record du meeting (meet record)
- NR : Record national (national record)
- OR : Record olympique (olympic record)
- PR : Record paralympique (paralympic record)
- PB : Record personnel (personal best)
- SB : Meilleure performance personnelle de la saison (season's best)
- WL : Meilleure performance mondiale de l'année (world leader)
- WJR : Record du monde junior (world junior record)
- WR : Record du monde (world record)

Circonstances et Conditions
- DNF : N'a pas terminé (did not finish)
- DNS : N'a pas pris le départ (did not start)
- DQ : Disqualification (disqualification)
- NM : Aucun essai valable enregistré (No Mark)
- Q : Qualifié « directement » au prochain tour (ou à la prochaine compétition), lors d'une compétition majeure, grâce au classement ou à la réalisation des minima (automatic qualifier)
- q : Qualifié au prochain tour (ou à la prochaine compétition), lors d'une compétition majeure, grâce au repêchage ou à la réalisation de l'une des meilleures performances parmi celles des « non qualifiés directement » (grâce au meilleur temps ou à la meilleure distance par exemple) (secondary qualifier)